# Glenea sexpunctata
Glenea sexpunctata é uma espécie de escaravelho da família Cerambycidae. Foi descrita por Per Olof Christopher Aurivillius em 1926.